# Лукьянова, Светлана Николаевна
Светлана Николаевна Лукьянова (род. 7 сентября 1939) — доктор биологических наук, профессор, советский и российский ученый в области электромагнитобиологии и нейрофизиологии.

## Биография
Светлана Николаевна выросла в творческой семье. Родители закончили Холодильный институт в Ленинграде, проработав всю жизнь в молочной промышленности. Отец - Николай Яковлевич Лукьянов, руководитель конструкторского бюро, директор Всероссийский научно-исследовательский институт молочной промышленности. Внес значительный вклад в разработку техники и технологии переработки молока, в частности оборудования для сепарирования, очистки, пастеризации, охлаждения и гомогенизации молока, для производства кисломолочных продуктов, сухого и сгущеного молока.  Всероссийский научно-исследовательский институт молочной промышленности: 90 лет вместе. Москва, 2019. Н.Я Лукьянов автор ряда трудов по технологии и оборудованию молочной продукции.  
1. Кивенко С.Ф., Пахирко А.А., Лукьянов Н.Я. Производство сгущенного и сухого молока на маслодельных заводах / Под ред. В.В. Костыгова. - Москва : Пищепромиздат, 1954. - 156 с.
2. Лукьянов Н.Я., Барановский Н.В. Оборудование предприятий молочной промышленности : Учебник для техникумов молочной пром-сти. - Москва : Пищепромиздат, 1958. - 466 с.
3. Лукьянов Н.Я. Теория и расчет молочных сепараторов. - 2-е изд., перераб. - Москва : Пищевая пром-сть, 1977. - 72 с.

Мать  - Александра Ивановна Лукьянова (дев. Рудановская),  заведующая лабораторией чистых культур, Всероссийский научно-исследовательский институт молочной промышленности. 
Светлана Николаевна окончила Московский государственный университет им. М. В. Ломоносова, биологический факультет, специальность «физиология высшей нервной деятельности человека и животных». Научную работу начала с 1964 года в Институте высшей нервной деятельности АН СССР под научным руководством академика М. Н. Ливанова и профессора Ю. А. Холодова.

Кандидат биологических наук, тема «К анализу реакций центральной нервной системы на постоянное магнитное поле»: 1970, институт ВНД и НФ АН СССР.
Доктор биологический наук, 1992г, по двум специальностям «радиобиология», «физиология человека и животных», Институт биофизики 3 главного управления Минздрава СССР.
С 1977 года работает в Институте биофизики 3 главного управления Минздрава СССР. В настоящее время главный научный сотрудник ФГБУ Государственный научный центр — Федеральный медицинский биофизический центр имени А. И. Бурназяна ФМБА России.
Член Российского национального комитета по защите от неионизирующих излучений (с 1997 года).
Область научных интересов — изучение влияния слабых постоянных магнитных и электромагнитных полей сверхвысокочастотного диапазона на центральную нервную систему животных и человека, экспериментальный невроз в норме и при нарушении.
Активный участник первого российского экспериментального исследования биологических эффектов у добровольцев при облучении электромагнитным полем сотового телефона (1997—1998).
Обобщая итоги нескольких десятилетий собственного экспериментального опыта исследований нейроэффектов при облучении электромагнитным полем с относительно низкими интенсивностями, профессор С. Н. Лукьянова сделала вывод, что электромагнитное поле является неспецифическим раздражителем для центральной нервной системы, который, согласно законам физиологии, может иметь различную биологическую значимость (2015). При этом большую роль играют исходное состояние объекта и параметры воздействия, что важно учитывать при их практическом использовании в областях гигиены и физиотерапии.
Результаты научных исследований профессора С. Н. Лукьяновой представлены более чем в 200 отечественных и зарубежных публикациях. Имеет многочисленных учеников, защитивших кандидатские и докторские диссертации в области радиобиологии неионизирующих излучений.

## Публикации
1. Холодов Ю. А., Лукьянова С.Н, Чиженкова P.A. Электрофизиологический анализ влияния электромагнитных полей на центральную нервную систему. // Современные проблемы электрофизиологии центральной нервной системы. М.: Наука. 1967. С. 273.
2. Лукьянова С. Н. Биоэлектрическая активность коры и некоторых подкорковых образований при экспериментальном неврозе. Ж. Высшей нервной деят. вып. 3, т. 26, 1976 г.
3. Лукьянова С. Н. Межцентральные взаимоотношения при экспериментальном неврозе. Ж. Высшей нервной деят. вып. 2, т. 27, 1977 г.
4. Лукьянова С. Н., Григорьев Ю. Г., Макаров В. П., Рынсков В. В. Суммарная биоэлектрическая активность различных структур головного мозга в условиях низкоинтенсивного МКВ-облучения. Ж. Радиационная биология, радиоэкология. 1995, вып. I, т. 35, с. 57-65
5. Григорьев Ю. Г. Лукьянова С. Н., Григорьев О. А., Рынсков В. В. Реакции человека на излучение сотового телефона. Тезисы докладов международного совещания Всемирной организации здравоохранения «ЭМП, биологическое действие и гигиеническое нормирование». М., 1998 г.
6. Лукьянова С. Н. Феменология и генез изменений в суммарной биоэлектрической активности головного мозга на неионизирущее излучение. Ж. Радиобиология. Радиоэкология Т.42 № 3 2002 г. С. 308—314
7. Лукьянова С. Н. Григорьев Ю. Г., Григорьев О. А., Меркулов А. В. Зависимость биоэффектов ЭМП радиочастотного диапазона нетепловой интенсивности от типологических особенностей ЭЭГ человека. Ж. Радиационная биология . Радиоэкология. 2010г, том 50, № 6, с. 712—722

8. Лукьянова С. Н., Карпикова Н. И., Григорьев О. А., Алексеева В. А. Кумуляция нейроэффектов повторных электромагнитных облучений нетепловой интенсивности // Радиационная биология. Радиоэкология. 2015, том 55, № 2, С. 169.
9. Лукьянова С. Н. Электромагнитное поле СВЧ диапазона нетепловой интенсивности как раздражитель для центральной нервной системы. Москва: ФМБЦ им. А. И. Бурназяна ФМБА России, 2015. 200 с.
10. Лукьянова С. Н. Фундаментальная характеристика реакции нейронов головного мозга на ЭМП нетепловой интенсивности. Радиационная биология. Радиоэкология, 2019, T. 59, № 4, стр. 394—409

11. Лукьянова С. Н. Фундаментальная характеристика нейроэффектов слабых электромагнитных воздействий (от нейрона к отделу мозга, ЦНС, организму) : монография / — Москва : ФГБУ ГНЦ ФМБЦ им. А. И. Бурназяна ФМБА России, 2023. — 138 с.